# Pilota d'Or 1979
El premi Pilota d'Or 1979, atorgat al millor futbolista europeu de l'any, a criteri d'un panell de periodistes esportius d'arreu dels territoris membres de la UEFA, fou entregat al davanter anglès Kevin Keegan el 25 de desembre de 1979.
Hi havia 26 votants, procedents d'Àustria, Bèlgica, Bulgària, Txecoslovàquia, Dinamarca, Alemanya Oriental, Anglaterra, Finlàndia, França, Grècia, Hongria, Itàlia, Luxemburg, Països Baixos, Polònia, Portugal, República d'Irlanda, Romania, Escòcia, Unió Soviètica , Espanya, Suècia, Suïssa, Turquia, Alemanya Occidental i Iugoslàvia.

## Classificació
| Posició | Nom                   | Club                   | Nacionalitat        | Punts |
| 1       | Kevin Keegan          | Hamburger SV           | Anglaterra          | 118   |
| 2       | Karl-Heinz Rummenigge | Bayern de Múnic        | RFA                 | 52    |
| 3       | Ruud Krol             | AFC Ajax               | Països Baixos       | 41    |
| 4       | Manfred Kaltz         | Hamburger SV           | RFA                 | 27    |
| 5       | Michel Platini        | AS Saint-Étienne       | França              | 23    |
| 6       | Paolo Rossi           | Perugia                | Itàlia              | 16    |
| 7       | Trevor Francis        | Nottingham Forest FC   | Anglaterra          | 13    |
| 7       | Liam Brady            | Arsenal FC             | República d'Irlanda | 13    |
| 9       | Zbigniew Boniek       | Widzew Łódź            | Polònia             | 8     |
| 9       | Zdeněk Nehoda         | Dukla Praga            | Txecoslovàquia      | 8     |
| 11      | Kenny Dalglish        | Liverpool FC           | Escòcia             | 7     |
| 11      | Allan Simonsen        | FC Barcelona           | Dinamarca           | 7     |
| 13      | Paul Breitner         | Bayern de Múnic        | RFA                 | 6     |
| 13      | Kees Kist             | AZ Alkmaar             | Països Baixos       | 6     |
| 15      | Johnny Rep            | AS Saint-Étienne       | Països Baixos       | 5     |
| 15      | Tony Woodcock         | 1. FC Köln             | Anglaterra          | 5     |
| 15      | Hans Krankl           | FC Barcelona           | Àustria             | 5     |
| 15      | Safet Sušić           | FK Sarajevo            | SFR Yugoslavia      | 5     |
| 19      | Uli Stielike          | Reial Madrid           | RFA                 | 4     |
| 20      | Marius Trésor         | Olympique de Marsella  | França              | 3     |
| 21      | João Alves            | Paris Saint-Germain FC | Portugal            | 2     |
| 21      | Franco Causio         | Juventus FC            | Itàlia              | 2     |
| 21      | Gordon McQueen        | Manchester United FC   | Escòcia             | 2     |
| 21      | René van de Kerkhof   | PSV Eindhoven          | Països Baixos       | 2     |
| 21      | Bruno Pezzey          | Eintracht Frankfurt    | Àustria             | 2     |
| 21      | Simon Tahamata        | AFC Ajax               | Països Baixos       | 2     |
| 27      | Juan Manuel Asensi    | FC Barcelona           | Espanya             | 1     |
| 27      | Trevor Brooking       | West Ham United FC     | Anglaterra          | 1     |
| 27      | Ronnie Hellström      | Kaiserslautern         | Suècia              | 1     |
| 27      | Hansi Müller          | VfB Stuttgart          | RFA                 | 1     |
| 27      | Antonín Panenka       | Bohemians 1905         | Txecoslovàquia      | 1     |
| 27      | Walter Schachner      | Austria Viena          | Àustria             | 1     |